# Leonid Wiktorowitsch Sopin
Leonid Wiktorowitsch Sopin (russisch Леонид Викторович Сопин, wiss. Transliteration Leonid Viktorovič Sopin, englische Transkription: Leonid Victorovich Sopin; * 25. Dezember 1943 in Krasnoturansk; † 17. Mai 2010) war ein russischer beziehungsweise sowjetischer Agrar- und Jagdwissenschaftler.

## Leben
Sopin wuchs im Dorf Krasnoturansk am Ufer des Jenissei auf. 1961 wurde sein Heimatdorf überflutet und im Zusammenhang mit dem Bau des Krasnojarsker Wasserkraftwerks an einen neuen Ort verlegt. Bereits in seiner Kindheit entwickelte er, inspiriert durch seinen älteren Bruder, eine Vorliebe für Jagd und Fischerei. Nach dem Abschluss seiner schulischen Ausbildung nahm er eine Tätigkeit als Laborassistent am Krasnojarsker Forschungsinstitut für Kunstfasern auf und war darüber hinaus als Ausrüstungsmonteur in einer Textilfabrik in Krasnojarsk beschäftigt.
1964 immatrikulierte sich Sopin an der Staatlichen Landwirtschaftlichen Universität Krasnojarsk. Anschließend wechselte er aufgrund eines zufälligen Hinweises auf das Irkutsker Landwirtschaftsinstitut, das Biologen mit Schwerpunkt Jagdwissenschaft ausbildete. Nach erfolgreichem Bestehen der Aufnahmeprüfung wurde er Anfang September 1966 als Vollzeitstudent an dieser Institution eingeschrieben, entschied sich jedoch umgehend für ein Fernstudium, das er aufgrund seiner hohen Kompetenz und Ausdauer innerhalb von vier Jahren beendete. 1970 trat er in das Postgraduiertenstudium unter der Leitung von Wassili Nikolajewitsch Skalon ein. Parallel zu seinem Studium wurde er 1974 als Lehrkraft in die Abteilung für Jagdwissenschaft integriert, wo er bis zu seinem Tod tätig war.
Um Material für seine Doktorarbeit zu sammeln, verbrachte er viel Zeit auf Expeditionen in den Bergen des südöstlichen Altai und der südwestlichen Tuwa, wo er Argali studierte. 1975 wurde er mit einer Dissertation zum Thema Дикий баран Южной Сибири (deutsch: „Wildschafe in Südsibirien“) zum Kandidat der Agrarwissenschaften promoviert. In der Folgezeit erweiterte sich das Spektrum seiner wissenschaftlichen Interessen erheblich. Neben den Wildschafen beschäftigte er sich mit Jagdprodukten, tibetischen Medizinprodukten, Heil- und Nahrungspflanzen, Kochkunst und vielem mehr. Von 1986 bis 2010 war er Leiter der Abteilung für Technologie in der Jagd- und Forstwirtschaft. Von 1990 bis 1993 war er Dekan der Abteilung für Wildtierkunde der Staatlichen Agraruniversität Irkutsk (damals IrGSA).
Sopin wies ein starkes Interesse an Substanzen von Wildtieren auf. Er thematisierte regelmäßig deren Eigenschaften, führte Experimente durch und offerierte unterschiedlichen Personen diverse Tinkturen aus Geweih, Moschustiergeweih, tierischen Schwänzen und Bärengalle. Infolge dieser Aktivitäten erlangte er acht Patente für seine Erfindungen.
Im Laufe seiner Karriere verfasste und veröffentlichte Sopin etwa 150 wissenschaftliche Arbeiten, eine Monografie in Zusammenarbeit mit Juri W. Rewin und Nikolai K. Schelesnow mit dem Titel Снежный баран: морфология, систематика, экология, охрана (deutsch: „Schneeschafe: Morphologie, Systematik, Ökologie, Naturschutz“) aus dem Jahr 1988 sowie neun Lehrbücher. Er leistete auch einen Beitrag zur Tiersystematik, indem er 1986 zusammen mit dem englischen Zoologen David L. Harrison das Oman-Wildschaf (Ovis arabica, Sopin & Harrison, 1986) aus dem Südosten der Arabischen Halbinsel erstbeschrieb.
Sopins Engagement manifestierte sich in der Gründung und Etablierung der Abteilung für Wildtierkunde an der Staatlichen Agraruniversität Irkutsk. Er spielte eine aktive Rolle bei der Entwicklung und Optimierung der Lehrpläne für die akademische Ausbildung, wobei er zahlreiche neue und innovative Fachrichtungen in den Ausbildungsprozess einführte, darunter Buchhaltung für pflanzliche Ressourcen, Management von Nicht-Pelzprodukten, Phänologie, Landschaftsstudien, Ethnographie, mathematische Methoden in der Biologie sowie Trophäen- und Zollhandel. Über viele Jahre war er zudem für die wissenschaftliche und methodische Ausrichtung der Fakultät verantwortlich.